# Identicon

Произвольный Identicon

Identicon — визуальное представление хеш-значения, обычно IP-адреса, которое служит для идентификации пользователя компьютерной системы в виде аватара, защищая конфиденциальность пользователя. Оригинальный Identicon был девятиблочным изображением. Его представление было расширено до других графических форм третьими лицами.

## Изобретение
Дон Парк придумал идею Identicon 18 января 2007 года. По его словам:

Первоначально я придумал эту идею, чтобы использовать в качестве простого средства визуального различения нескольких единиц информации, всего, что можно свести к битам. Это не только IP-адреса, но и люди, места и вещи. ИМХО, слишком большая часть Интернета, которую мы читаем, представляет собой текстовую или числовую информацию, которую нелегко отличить сразу, когда они смешаны вместе. Поэтому я думаю, что добавление визуальных идентификаторов сделает пользовательский опыт более приятным.— Дон Парк, 

## Релизы
Оригинальный исходный пакет Identicon 0.1 был на серверной Java. Версия 0.2 была очищена, добавлена некоторая документация, исправлена ошибка цвета, добавлены кэш и исполняемый jar. Версия 0.3 включает теги Canvas на стороне клиента. Текущая версия — 0.5.

## Применение
- Одним из применений Identicon-ов является встраивание их в Вики-страницы и комментарии в блоге для идентификации авторов. Идея подразумевает защиту автора от кого-то другого, использующего его имя в комментариях. Это было бы очевидно, потому что в тех случаях, когда провайдеры предоставляют уникальные IP-адреса вместо динамических, IP-адреса будут генерировать разные идентификаторы.
- Программное обеспечение сторонних производителей доступно для создания Identicon-ов для идентификации продавцов на аукционе eBay[2].
- Оригинальная идея Identicon была расширена и включает в себя пару новых, простых, но очень эффективных схем защиты от фишинга. Один из них требует поддержки на стороне клиента; Дон Парк заинтересован в сотрудничестве с поставщиками браузеров относительно его включения. Он называет это расширение «Gemini»[3].
- Дополнение для браузера Firefox под названием IdentFavIcon делает так, что если у веб-страницы нет favicon, оно создает вместо него Identicon на основе IP-адреса страницы.